# Kuybyshev
Huyện Kuybyshev (tiếng Nga: ? райо́н) là một huyện hành chính tự quản (raion), của Tỉnh Novosibirsk, Nga. Huyện có diện tích 23 km², dân số thời điểm ngày 1 tháng 1 năm 2000 là 51300 người. Trung tâm của huyện đóng ở Kuybyshev.